# Wayde van Niekerk
Wayde van Niekerk (Città del Capo, 15 luglio 1992) è un velocista sudafricano, campione olimpico dei 400 metri piani a Rio de Janeiro 2016 e due volte campione mondiale della specialità.
È l'attuale primatista mondiale dei 400 metri piani con il tempo di 43"03, stabilito in occasione dei Giochi olimpici di Rio de Janeiro 2016, nonché primo atleta della storia ad aver corso i 100 metri piani in meno di 10 secondi, i 200 metri piani in meno di 20 secondi e i 400 metri piani in meno di 44 secondi. 
È cugino del rugbista sudafricano Cheslin Kolbe.

## Biografia
Figlio di due atleti specializzati nel salto in alto, ha lontane origini italiane per parte della madre. Parte del suo allenamento lo esegue in Italia, a Gemona del Friuli (in provincia di Udine), assieme ai suoi connazionali Akani Simbine (100 m piani) e Ruswahl Samaai (salto in lungo).
Vincendo il titolo mondiale a Pechino 2015 è diventato il primo atleta africano capace di conquistare il titolo iridato sui 400 m piani, ottenendo all'epoca la quarta migliore prestazione di sempre della specialità.
Il 12 marzo 2016 Wayde van Niekerk entra nella storia dello sprint: stabilendo il proprio record personale sui 100 m piani con 9"98, diventa il primo velocista nella storia a "scendere" sotto i 10" nei 100 m, sotto i 20" nei 200 m e sotto i 44" nei 400 m. Il 14 agosto dello stesso anno, ai Giochi olimpici di Rio de Janeiro 2016, vince la medaglia d'oro nei 400 m piani stabilendo il nuovo record mondiale con il tempo di 43"03, 15 centesimi in meno del precedente primato stabilito da Michael Johnson nel 1999.
Nel 2017 migliora per due volte il record sudafricano dei 200 m piani: il 22 aprile, in occasione dei campionati nazionali, corre in 19"90, mentre il 5 giugno a Boston ferma il cronometro sul tempo di 19"84. Il 21 giugno dello stesso anno migliora anche il record personale dei 100 m piani, facendo registrare il tempo di 9"94.
Ai mondiali di Londra nello stesso anno, giunge secondo nei 200 m piani, mentre vince con facilità la medaglia d'oro nei 400 m piani, pur non avvicinando il proprio record mondiale a causa delle avverse condizioni meteorologiche e, dirà in seguito, di un dolore alla schiena che lo ha frenato per tutta la stagione e che lo obbligherà poi ad una conclusione anticipata della stessa. Ad ottobre, durante una partita a rugby per beneficenza, subisce una lesione al ginocchio che lo costringe ad una lunga riabilitazione e all'assenza dalle competizioni per il 2018.
Nell'agosto 2021 partecipa ai Giochi olimpici di Tokyo, venendo eliminato nella semifinale dei 400 m piani con il tempo di 45"14.

## Progressione

### 400 metri piani
| Stagione | Tempo | Luogo          | Data      | Rank. Mond. |
| -------- | ----- | -------------- | --------- | ----------- |
| 2024     | 44"74 | New York       | 9-6-2024  |             |
| 2023     | 44"08 | Chorzów        | 16-7-2023 |             |
| 2022     | 44"33 | Bellinzona     | 12-9-2022 |             |
| 2021     | 44"56 | Madrid         | 19-6-2021 |             |
| 2020     | 45"58 | Bellinzona     | 15-9-2020 |             |
| 2017     | 43"62 | Losanna        | 6-7-2017  |             |
| 2016     | 43"03 | Rio de Janeiro | 14-8-2016 | 1º          |
| 2015     | 43"48 | Pechino        | 26-8-2015 |             |
| 2014     | 44"38 | New York       | 14-6-2014 |             |
| 2013     | 45"09 | Ostrava        | 27-6-2013 |             |
| 2012     | 46"43 | Torino         | 8-6-2012  |             |

## Palmarès
| Anno | Manifestazione          | Sede           | Evento      | Risultato  | Prestazione | Note                              |
| ---- | ----------------------- | -------------- | ----------- | ---------- | ----------- | --------------------------------- |
| 2010 | Mondiali U20            | Moncton        | 200 m piani | 4º         | 21"02       | Miglior prestazione personale     |
| 2010 | Mondiali U20            | Moncton        | 4×100 m     | Batteria   | 40"32       |                                   |
| 2013 | Universiadi             | Kazan'         | 400 m piani | Semifinale | 46"39       |                                   |
| 2013 | Universiadi             | Kazan'         | 4×400 m     | Argento    | 3'06"19     |                                   |
| 2013 | Mondiali                | Mosca          | 400 m piani | Batteria   | 46"37       |                                   |
| 2014 | Giochi del Commonwealth | Glasgow        | 200 m piani | Semifinale | 20"69       |                                   |
| 2014 | Giochi del Commonwealth | Glasgow        | 400 m piani | Argento    | 44"68       |                                   |
| 2014 | Campionati africani     | Marrakech      | 200 m piani | Batteria   | dns         |                                   |
| 2014 | Campionati africani     | Marrakech      | 400 m piani | Argento    | 45"00       |                                   |
| 2015 | Mondiali                | Pechino        | 400 m piani | Oro        | 43"48       | Record africano                   |
| 2016 | Campionati africani     | Durban         | 200 m piani | Oro        | 20"02       |                                   |
| 2016 | Campionati africani     | Durban         | 4×100 m     | Oro        | 38"84       |                                   |
| 2016 | Giochi olimpici         | Rio de Janeiro | 400 m piani | Oro        | 43"03       | Record mondiale · Record olimpico |
| 2017 | Mondiali                | Londra         | 200 m piani | Argento    | 20"11       |                                   |
| 2017 | Mondiali                | Londra         | 400 m piani | Oro        | 43"98       |                                   |
| 2021 | Giochi olimpici         | Tokyo          | 400 m piani | Semifinale | 45"14       |                                   |
| 2022 | Mondiali                | Eugene         | 400 m piani | 5º         | 44"97       |                                   |
| 2023 | Mondiali                | Budapest       | 400 m piani | 7º         | 45"11       |                                   |
| 2024 | World Relays            | Nassau         | 4x400 m     | Argento    | 3'00"75     |                                   |
| 2024 | Giochi olimpici         | Parigi         | 200 m piani | Semifinale | 20"72       | [ 7 ]                             |

## Altre competizioni internazionali
2014
- 4º in Coppa continentale ( Marrakech), 400 m piani - 45"27
- Oro in Coppa continentale ( Marrakech), 4×400 m - 3'00"02